# Кленницька сільська рада
Кленницька сільська рада (біл. Кляньніцкі сельсавет) — колишня адміністративно-територіальна одиниця в складі Смолевицького району розташована в Мінській області Білорусі. Адміністративним центром було село — Кленник.
Кленницька сільська рада булав розташована в центральній частині Білорусі, і в центрі Мінської області орієнтовне розташування — супутникові знімки [Архівовано 25 Серпня 2011 у WebCite], на південний схід від районного центру Смолевичів.
Рішенням Мінської обласної ради депутатів сільську раду було ліквідовано.